# 크리스 하드윅
크리스토퍼 라이언 하드윅(Christopher Ryan Hardwick, 1971년 11월 23일 ~ )은 미국의 희극인, 배우, 텔레비전 진행자, 팟캐스터, 작가, 제작자이다.

## 출연 작품

### 영화
- 살인마 가족 (2003)
- 터미네이터 3 - 라이즈 오브 더 머신 (2003)
- 존슨 가족의 휴가 (2004, Johnson Family Vacation)
- The Life Coach (2005)
- H2: 어느 살인마의 가족 이야기 (2009)
- 레고: 클러치 파워의 모험 (2010)
- 엄청나게 시끄럽고 믿을 수 없게 가까운 (2011)
- 나, 그, 그녀 (2015, Me Him Her)

### 텔레비전
- 못말리는 번디 가족 (1996)
- 더 배트맨 (2007-08) - 목소리
- Back at the Barnyard (2007-11) - 목소리
- The Soup (2010-12) - 본인
- 더 레이트 레이트 쇼 위드 크레이그 퍼거슨 (2010-13) - 본인